# Salaria fluviatilis
Salaria fluviatilis is een straalvinnige vissensoort uit de familie van naakte slijmvissen (Blenniidae). De wetenschappelijke naam van de soort is voor het eerst geldig gepubliceerd in 1801 door Asso.
De soort staat op de Rode Lijst van de IUCN als niet bedreigd, beoordelingsjaar 2006. De omvang van de populatie is volgens de IUCN stabiel.